# Robert Le Balle
Robert Le Balle, juriste et résistant français, né à Laval le 28 mars 1899, professeur à la faculté de droit de Rennes, de Lille puis de Paris.

## Biographie
Il est le fils d'un ancien inspecteur d'académie de la Mayenne: Léopold-Jean Le Balle (1851-1924) et de Noémie Duchesne. 
Étudiant de la Faculté de droit de Rennes puis de Paris. Il est agrégé en 1926 et devient professeur. Il se marie le 11 juin 1927 à Besançon, avec Marguerite Krug.
Il meurt le 23 février 1969[réf. nécessaire].
Une journée en son hommage s'est déroulée à Laval en 2015. Les actes du colloque ont été publiés en 2016 (Association Henri Capitant, Hommage à Robert Le Balle, Dalloz, 2016).

### Résistance à Paris
Professeur de droit civil à Paris, il est connu pendant la Résistance intérieure sous le nom d’Oncle Bob. Il est également le responsable du mouvement de résistance Organisation civile et militaire (OCM) de la faculté de droit de Paris.
Il dirige le réseau Orion avec Jean-Baptiste Biaggi, Michel Alliot, et Xavier Escartin. Ce réseau se consacre en priorité aux évasions de Français par l'Espagne à partir de 1943. Serge Marcheret infiltre le réseau. Le 13 décembre 1943, les dirigeants sont arrêtés sauf Le Balle.

### Résistance Navarre dans le Nord-Est de la Mayenne
Ami de la famille de Paul Janvier, il va le voir à Bais en août 1943 et lui demande de faire partie de l’Organisation civile et militaire (OCM), tout en devenant agent de renseignement dans le réseau Navarre.  Janvier accepte à condition de rester un agent strictement militaire des Forces françaises libres (FFL), et s’accordent sur le code à observer pour la réception des résistants envoyés par Robert Le Balle. L’objet du réseau est renseignement, préparation des parachutages, organisation de la résistance. 
Il sera aussi professeur de droit à l'Université Laval au Québec. Il sera président de l'Association Henri Capitant des amis de la culture juridique française.